# Lycaena centro-juncta
Lycaena centro-juncta är en fjärilsart som beskrevs av Courvoisier 1912. Lycaena centro-juncta ingår i släktet Lycaena och familjen juvelvingar. Inga underarter finns listade i Catalogue of Life.